# Руднє-Гацьківська сільська рада
Руднє-Гацьківська сільська рада (Гацьківсько-Руднянська сільська рада) — колишня адміністративно-територіальна одиниця та орган місцевого самоврядування у Володарсько-Волинському (Кутузівському, Володарському) районі Коростенської й Волинської округ, Київської та Житомирської областей Української РСР з адміністративним центром у селі Рудня-Гацьківка.

## Населені пункти
Сільській раді на час ліквідації були підпорядковані населені пункти:
- с. Валки;
- с. Камінь;
- с. Рудня-Гацьківка;
- с. Ягодинка.

## Населення
Кількість населення ради, станом на 1923 рік, становила 689 осіб, кількість дворів — 121.
У 1926 році чисельність населення сільської ради становила 706 осіб.
Кількість населення ради, станом на 1931 рік, становила 800 осіб.

## Історія та адміністративний устрій
Створена 1923 року в складі сіл Валки, Гутка, Гацьківська Рудня (Рудня-Гацьківка) та Камінь Кутузівської волості Житомирського повіту Волинської губернії. 7 березня 1923 року включена до складу новоствореного Кутузівського (згодом — Володарський, Володарсько-Волинський) району Коростенської округи. Внаслідок постанови РНК Української СРР від 29 серпня 1924 року «Про виділення національних районів і сільрад», реорганізована у польську національну сільську раду. У 1926 році головою сільської ради обрано Степана Шулятицького, перед ним головував Чаплинський, який погано знав польську мову. Станом на 1 жовтня 1941 року с. Гутка не значилося на обліку населених пунктів.
Станом на 1 вересня 1946 року сільська рада входила до складу Володарсько-Волинського району Житомирської області, на обліку в раді перебували села Валки, Камінь, Рудня-Гацьківка та Ягодинка.
Ліквідована 11 серпня 1954 року, відповідно до указу Президії Верховної Ради Української РСР «Про укрупнення сільських рад по Житомирській області», в зв'язку з об'єднанням з Гацьківською та Старобобрицькою сільськими радами у Ягодинську сільську раду Володарсько-Волинського району Житомирської області.